# 핵 군비 경쟁

미국과 소련/러시아의 핵무기 보유량

핵 군비 경쟁(Nuclear arms race)은 냉전 시기 미국, 소련과 각 동맹국 사이에서 핵전쟁의 우위를 차지하기 위한 군비 경쟁이다. 이 시기 미국과 소련의 핵무기 비축 외에도 다른 나라도 핵무기를 개발했지만, 어느 나라도 두 초강대국과 거의 같은 규모로 핵탄두를 생산하지는 않았다.
핵무기 경쟁은 제2차 세계 대전 중 서방 연합군의 맨해튼 계획과 소련의 원자력 스파이가 경쟁을 주도하면서 시작되었다. 히로시마·나가사키 원자폭탄 투하 이후 소련은 자체 원자폭탄 계획을 가속화하여 1949년에 RDS-1 실험을 실시했다. 양측은 이후 1950년대 중반까지 실전 배치 가능한 열핵무기를 발명하며 총력전을 펼쳤다. 핵실험 군비 경쟁은 1961년 차르 봄바로 정점에 달했다. 대기권 핵실험은 1963년 부분적 핵실험 금지 조약으로 금지되어 종료되었다. 이후 LLNL와 VNIITF에서는 탄두 소형화와 중성자탄 개발에 집중했다.
7개 다른 국가도 냉전 기간 핵무기를 개발했다. 영국과 프랑스는 모두 NATO 회원국으로, 각각 1950년대와 1960년대에 핵분열 및 핵융합 무기를 개발했다. 중국은 중소 분쟁을 배경으로 양쪽 모두 개발했다. 이스라엘, 인도, 파키스탄, 남아프리카 공화국은 이후 최소한 핵분열 무기를 개발했다.
핵무기 운반 수단은 핵 군비 경쟁의 주요 분야였다. 초기에는 전략 폭격기가 유일한 선택지였다. 1960년까지 양측은 대륙간 탄도 미사일과 잠수함 발사 탄도 미사일을 개발하여 핵 삼축 체제를 구축했다. 또한 전술 핵무기 운반을 위한 소형 체계도 광범위하게 개발되고 배치되었다. 핵무기 증강이 이뤄진 주요 지역으로는 동유럽의 바르샤바 조약 기구 회원국, NATO 회원국인 서독, 이탈리아, 그리스, 튀르키예, 미국의 동맹국인 일본, 대한민국, 타이완, 필리핀 등이 있었다.
핵 위협을 포함한 대립은 6.25 전쟁, 제1차 대만 해협 위기, 제2차 대만 해협 위기, 1961년 베를린 위기, 그리고 가장 중요하게는 쿠바 미사일 위기 시기 발생했다. 이후 1960년대와 1970년대 데탕트 시기가 오며 핵확산방지조약과 탄도탄 요격미사일 조약을 통해 군비 경쟁을 제한했다. 양 측간 긴장은 1980년대 초반에 재개되었다. 준중거리 탄도 미사일, 중거리 탄도 미사일, 초음속 전략 폭격기의 개발 및 유럽 배치, 우주 기반의 전략방위구상 등이 이루어졌다. 이후 미하일 고르바초프의 지도 아래 소련은 중거리 핵전력 조약과 스타트 I과 같은 핵 군축을 협상했으며, 1991년 소련이 해체되면서 냉전 핵 군비 경쟁은 막을 내렸다.
러시아와 미국은 세계에서 가장 많은 핵무기를 여전히 보유량하고 있다. 1993년의 스타트 II, 1996년의 CTBT, 그리고 2010년의 뉴 스타트 조약은 냉전 이후 군비 경쟁을 더욱 제한했다. 하지만 이후 제2차 냉전이라고 불리는 긴장이 다시 고조되고 있다. 미러 INF와 뉴 스타트 조약은 러시아-우크라이나 전쟁을 배경으로 2019년과 2023년에 파기되었고, 러시아는 6개의 "핵 초강력 무기"를 발표했다. 태평양에서는 미국과 중국이 극초음속 미사일을 놓고 경쟁하고 있다.

## 제2차 세계 대전 시기
제2차 세계 대전 중에는 4개 핵무기 연구 프로그램이 존재했다. 미군이 지휘하고 영국 및 캐나다와 협력한 산업적 맨해튼 계획은 최초의 핵무기를 개발했다. 소련 원자폭탄 계획, 독일 핵 프로그램, 일본 핵 프로그램에서는 제한적인 과학적 연구가 진행되었다.

### 연합국-독일 경쟁
1934년부터 노르스크 하이드로 리우칸의 베모르크 수력 발전소는 원자로로 이어지는 원자력 파일 실험용 감속재로 적합한 중수를 세계에서 유일하게 산업 규모로 생산 시설로 운영되기 시작했다.
1940년 초, 프랑스 제2국 요원이 노르웨이의 모든 중수 재고량 187리터를 구매하는 계약을 주선했다. 독일도 같은 구매를 제안했지만, 프랑스는 노르웨이 정부에 군사적 목적을 알린 후 동의를 얻었다. 이는 4월 독일의 노르웨이 침공 이전 파리의 콜레주 드 프랑스 핵 연구소로 운송되었지만, 6월 독일의 프랑스 침공 기간 다시 영국으로 운송되었다. 여러 비밀 저장소를 거쳐 캠브리지의 캐번디시 연구소로 옮겨져 망명한 프랑스의 핵물리학자인 한스 폰 할반과 루 코바르스키의 연구에 사용되었다.
1941년 2월 루프트바페는 캠브리지에 공습을 감행하여 캐번디시 연구소를 타격했다. 코바르스키는 전후 인터뷰에서 자신과 폰 할반이 그곳에서 중수 감속 원자로에 대한 작업이 이전에 하이델베르크에 대한 영국 공습에 대한 보복으로 특별히 표적이 되었다고 말했다. 하이델베르크에서는 발터 보테와 아르놀트 플라머스펠트가 현재 막스 플랑크 의학 연구소에서 유사한 파일 실험을 진행하고 있었다.
1943년 2월, 특수작전집행부의 훈련을 받은 노르웨이 코만도 팀이 군너사이드 작전 중 베모르크 수력 발전소의 중수 전해조에 폭발물을 터뜨렸다. 그 외 다른 비밀 작전 및 폭격과 함께 연합군은 독일 핵 프로그램의 중수 감속재 생산을 성공적으로 마비시켰다.
1943년, 미국 전략사무국의 AZUSA 프로젝트는 이탈리아 물리학자들을 인터뷰하여 독일 핵물리학자 베르너 하이젠베르크와 카를 프리드리히 폰 바이츠제커에 대해 그들이 아는 바를 알아내려 했다. 1944년 12월, OSS 스파이 모 버그는 하이젠베르크가 강연을 하던 취리히로 갔고, 독일 원자폭탄 프로그램이 완성에 가까워졌다고 판단되면 은닉한 권총으로 하이젠베르크를 쏘라는 명령을 받았다.

### 미국-소련 경쟁
1945년 상반기 서부 전선이 끝나갈 무렵, 미국과 소련은 알소스 미션과 러시아 알소스를 통해 독일 핵 프로그램의 지적 및 물질적 자원을 놓고 경쟁했다. 3월 맨해튼 계획 책임자 레슬리 그로브스는 오라니엔부르크의 아우어게젤샤프트 공장을 폭격하여 소련이 그곳의 정제된 천연 우라늄을 확보하지 못하도록 명령했다. 그럼에도 불구하고 우라늄 100톤이 결국 회수되어 초기 원자로에 사용되었다. 4월, 서방 연합군은 하이고를로흐 핵 파일을 점령하여 독일 프로그램의 비교적 제한적인 성격을 확인했다. 베르너 하이젠베르크와 파울 하르텍을 포함한 대부분의 주요 독일 과학자들은 5월과 6월 사이에 엡실론 작전에서 서방 연합군에게 포로로 잡혔다. 알소스는 독일과 소련에서 핵 연구를 했던 독일인 프리츠 후터만스를 심문하여 소련 프로젝트의 규모를 알아냈다. 소련은 니콜라우스 리엘, 게르놋 지페, 막스 스틴벡을 포로로 잡았는데 이 중 후자 두 명은 나중에 육불화 우라늄 가스 원심분리기 개발에 결정적인 역할을 했다. 일본 점령 중 알소스는 핵물리학자를 심문했지만, 이들의 작업은 실패한 농축 실험에 국한되었다는 것을 알아냈다.
소련은 1945년 7월 24일 포츠담 회담에서 미국 대통령 해리 S. 트루먼이 스탈린에게 브리핑할 때까지 맨해튼 계획에 대해 공식적으로 통보받지 못했다. 이는 최초의 핵무기 성공적 실험 8일 후였다. 전시에 군사 동맹을 맺었음에도 불구하고 미국과 영국은 맨해튼 계획의 지식이 독일 스파이로부터 안전하게 지켜질 만큼 소련을 신뢰하지 않았다. 또한 동맹국으로서 소련이 새로운 무기의 기술적 세부 정보를 요청하고 기대할 것이라는 우려도 있었다.
트루먼 대통령이 스탈린에게 핵무기에 대해 알렸을 때, 그는 스탈린이 그 소식에 얼마나 침착하게 반응했는지 놀랐고 스탈린이 자신이 들은 말을 이해하지 못했다고 생각했다. 이 대화를 면밀히 관찰한 미국과 영국 대표단의 다른 구성원들도 같은 결론을 내렸다.
실제로 스탈린은 맨해튼 계획이 너무나 높은 비밀 등급을 가지고 있어 부통령인 트루먼조차도 그것이나 무기 개발에 대해 알지 못했음에도 불구하고(트루먼은 대통령이 된 직후에야 알게 되었다) 오랫동안 그 프로그램에 대해 알고 있었다. 맨해튼 계획 내에서 활동하던 스파이 집단(클라우스 푸흐스와 테오도르 홀 포함)은 스탈린에게 미국의 진행 상황을 잘 알려주었다. 그들은 소련에게 내파형 폭탄과 수소폭탄의 상세한 설계도를 제공했다. 1950년 푸흐스의 체포는 해리 골드, 데이비드 그린글라스, 에델과 줄리어스 로젠버그를 포함한 다른 많은 소련 스파이 용의자들의 체포로 이어졌고, 후자 두 명은 1951년에 간첩 혐의로 재판을 받고 처형되었다.
1945년 8월, 트루먼의 명령에 따라 두 발의 원자폭탄이 일본 도시에 투하되었다. 첫 번째 폭탄은 히로시마에, 두 번째 폭탄은 나가사키에 각각 이놀라 게이와 복스카라는 B-29 폭격기로 투하되었다.
1945년 제2차 세계 대전이 끝난 직후 유엔이 창설되었다. 1946년 1월 런던에서 열린 유엔 첫 총회에서 핵무기의 미래를 논의하고 유엔 원자력 위원회를 창설했다. 첫 총회의 목표는 모든 핵무기 사용을 제거하는 것이었다. 미국은 바루크 계획이라는 해결책을 제시했다. 이 계획은 모든 위험한 원자력 활동을 통제하는 국제 기구가 있어야 한다고 제안했다. 소련은 이 제안에 동의하지 않고 거부했다. 소련의 제안은 보편적인 핵 군축안이었다. 미국과 소련의 제안은 모두 유엔에서 거부되었다.
이 시기 방사성 물질을 직접 다루었던 일부 실험과학자는 방사선 피폭의 피해자가 되어 1950년대에 조기 사망한 것으로 추정된다. 여기에는 엔리코 페르미, 이고리 쿠르차토프, 프레데리크 졸리오퀴리 등이 있다.

## 냉전 초기

### 탄두 개발
제2차 세계 대전 직후 몇 년간 미국은 핵무기에 대한 특정 지식과 원자재에 대한 독점권을 가졌다. 미국 지도자는 핵무기에 대한 배타적 소유권이 소련으로부터 양보를 얻어내기에 충분할 것이라고 기대했지만, 이는 효과가 없는 것으로 판명되었다.
유엔 총회 6개월 후, 미국은 전후 첫 핵실험인 크로스로드 작전을 실시했다. 이 작전의 목적은 핵폭발이 선박에 미치는 영향을 시험하는 것이었다. 이 실험은 비키니 환초에서 제2차 세계 대전 중 나포된 독일 및 일본 선박을 포함한 95척의 선박을 대상으로 실시되었다. 하나의 플루토늄 내파형 폭탄은 함대 상공에서, 다른 하나는 수중에서 폭발했다.
비밀리에 소련 정부는 자체적으로 원자폭탄을 제작하고 있었다. 전쟁 중 소련의 노력은 우라늄 부족으로 제한되었지만, 동유럽에서 발견된 새로운 우라늄 공급원은 소련이 국내 우라늄 광산을 개발하는 동안 꾸준히 우라늄을 제공했다. 미국 전문가는 소련이 1950년대 중반까지는 핵무기를 보유하지 못할 것이라고 예측했지만, 최초의 소련 폭탄은 1949년 8월 29일에 폭발했다. 서방에서 "첫 번째 번개"라고 명명된 이 폭탄은 1945년 미국이 일본에 투하했던 폭탄 중 하나인 "팻 맨"을 거의 그대로 복사한 것이었다.
양국 정부는 핵무기 품질과 수량을 늘리기 위해 막대한 금액을 지출했다. 양국은 훨씬 더 큰 폭발력을 달성할 수 있는 수소폭탄 개발을 빠르게 시작했다. 미국은 1952년 11월 1일 태평양의 에네웨타크에서 최초의 수소폭탄을 폭발시켰다. "아이비 마이크"라는 코드명으로 불린 이 프로젝트는 헝가리계 미국인 핵물리학자 에드워드 텔러가 이끌었다. 이는 폭 100 마일 (160 km), 높이 25 마일 (40 km)의 버섯구름을 만들어 주변 섬의 모든 생명체를 죽였다. 다시 한번 소련은 1953년 8월에 배치 가능한 열핵 장치를 폭발시켜 세계를 놀라게 했지만, 이는 진정한 다단계 수소폭탄은 아니었다. 그러나 항공기에서 투하할 수 있을 만큼 작아서 즉시 사용 가능했다. 이 두 소련 폭탄의 개발은 러시아 스파이 해리 골드와 클라우스 푸흐스의 큰 도움을 받았다.
1954년 3월 1일, 미국은 비키니 환초에서 또 다른 수소폭탄을 시험하는 캐슬 브라보 실험을 실시했다. 과학자들은 폭탄의 크기를 5메가톤으로 과소평가했지만, 실제로는 14.8메가톤의 위력을 보여 미국 핵 장치 중 가장 높은 위력을 기록했다. 폭발은 너무 커서 핵 낙진이 300 마일 (480 km) 떨어진 주민들에게 상당한 양의 방사선에 노출시켰다. 노출된 사람들은 긴급히 대피했으나 대부분 방사선 피폭을 겪었으며, 그 중 폭발 당시 폭탄 실험 장소에서 90 마일 (140 km) 떨어진 일본 어선 제5후쿠류마루 승무원 중 한 명이 사망했다.
소련은 1955년 11월 22일, 1.6메가톤의 위력을 가진 첫 번째 "진정한" 수소폭탄을 폭발시켰다. 1961년 10월 30일, 소련은 약 58메가톤의 위력을 가진 수소폭탄을 폭발시켰다.
냉전 양 측이 모두 핵 능력을 갖추게 되면서 군비 경쟁이 시작되었고, 소련은 처음에는 미국을 따라잡고 그 다음에는 미국을 능가하려고 했다.

### 운반 수단
전략 폭격기는 냉전 초기 주요 핵무기 운반 수단이었다.
미사일은 오랫동안 핵무기의 이상적인 플랫폼으로 여겨졌으며 폭격기보다 잠재적으로 더 효과적인 운반 체계였다. 1950년대부터 전술 핵무기 운반을 위해 준중거리 탄도 미사일과 중거리 탄도 미사일("IRBM")이 개발되었고, 기술은 점진적으로 더 긴 사거리로 발전하여 결국 대륙간 탄도 미사일 (ICBM)이 되었다. 1957년 10월 4일, 소련은 최초의 인공위성인 스푸트니크 1호를 지구 궤도에 발사하여 소련의 ICBM이 지구상의 어느 지점에도 도달할 수 있음을 입증했다. 미국은 1958년 1월 31일 첫 위성인 익스플로러 1호를 발사했다.
한편, 잠수함 발사 탄도 미사일도 개발되었다. 1960년대 중반까지 핵무기 운반의 "삼축 체제"(triad)가 확립되었으며, 각 측은 폭격기, ICBM, SLBM을 배치하여 하나의 운반 방법에 대한 방어가 발견되더라도 다른 방법은 여전히 사용 가능하도록 대비했다.
1960년대 초 미국에서는 핵 미사일의 개별 구성 요소(탄두, 항법 시스템, 로켓)를 모두 개별적으로 시험했지만 이를 모두 결합하여 시험하는 것은 불가능하다고 지적했다. 비평가는 탄두가 상층 대기와 우주에서 직면하는 중력과 온도 차이에 어떻게 반응할지 실제로 알 수 없었고, 케네디는 실제 탄두를 장착한 ICBM 시험을 실시할 의지가 없었다고 비난했다. 실제 시험에 가장 가까운 사건은 1962년의 프리게이트 버드 작전으로, 잠수함 USS 에단 앨런 (SSBN-608)이 폴라리스 A2 미사일을 크리스마스섬의 핵 실험장까지 1,000 마일 (1,600 km) 이상 발사했다. 이는 커티스 르메이를 비롯한 여러 사람의 도전을 받았는데, 그는 새로운 폭격기 개발을 장려하기 위해 미사일 정확성에 의문을 제기했다. 다른 비평가들은 그것이 단일 시험이었고 이상 현상일 수 있으며, 그것은 저고도 SLBM이었기 때문에 ICBM과는 다른 조건에 노출되었고, 시험 전에 탄두에 상당한 수정이 가해졌다는 점을 지적했다.
| 연도 | 발사기 | 발사기 | 탄두   | 탄두   | 메가톤 | 메가톤 |
| 연도 | 미국   | 소련   | 미국   | 소련   | 미국   | 소련   |
| ---- | ------ | ------ | ------ | ------ | ------ | ------ |
| 1964 | 2,416  | 375    | 6,800  | 500    | 7,500  | 1,000  |
| 1966 | 2,396  | 435    | 5,000  | 550    | 5,600  | 1,200  |
| 1968 | 2,360  | 1,045  | 4,500  | 850    | 5,100  | 2,300  |
| 1970 | 2,230  | 1,680  | 3,900  | 1,800  | 4,300  | 3,100  |
| 1972 | 2,230  | 2,090  | 5,800  | 2,100  | 4,100  | 4,000  |
| 1974 | 2,180  | 2,380  | 8,400  | 2,400  | 3,800  | 4,200  |
| 1976 | 2,100  | 2,390  | 9,400  | 3,200  | 3,700  | 4,500  |
| 1978 | 2,058  | 2,350  | 9,800  | 5,200  | 3,800  | 5,400  |
| 1980 | 2,042  | 2,490  | 10,000 | 7,200  | 4,000  | 6,200  |
| 1982 | 2,032  | 2,490  | 11,000 | 10,000 | 4,100  | 8,200  |

### 상호확증파괴 (MAD)
1960년대 중반 들어선 미국과 소련은 모두 상대를 전멸시킬 수 있는 충분한 핵 능력을 보유했다. 양측은 상대방의 전면적인 공격을 받은 후에도 파괴적인 공격을 가할 수 있는 능력을 개발했는데(특히 잠수함을 통해), 이를 제2격이라고 불렀다. 이러한 정책은 상호확증파괴로 알려졌다. 즉, 양측은 상대방에 대한 어떤 공격도 자신에게 파괴적인 결과를 초래할 것이라는 것을 알았으며, 이론적으로는 서로 공격하는 것을 억제했다.
소련과 미국의 전문가는 모두 핵무기를 사용하여 상대방이나 중국과 같은 다른 강대국으로부터 양보를 얻어내기를 희망했지만, 이러한 무기를 사용하는 데 따른 위험이 너무나 커서 존 포스터 덜레스가 언급한 벼랑끝 전술을 자제했다. 더글러스 맥아더 장군과 같은 일부는 6.25 전쟁 중 핵무기를 사용해야 한다고 주장했지만, 트루먼과 아이젠하워는 모두 그 생각에 반대했다.
양측은 적의 핵무기 비축량에 대한 세부 정보를 알지 못했다. 미국인들은 자신감 부족에 시달렸고, 1950년대에는 존재하지 않는 폭격기 격차를 믿었다. 나중에 항공 사진 분석에 따르면 소련이 군사 퍼레이드에서 폭격기를 큰 원을 그리며 비행하는 일종의 포템킨 마을 놀이를 하고 있었으며, 실제보다 훨씬 많은 것처럼 보이게 했다는 것을 밝혀냈다. 1960년 미국 대통령 선거에서는 소련과 미국 사이에 완전히 가짜인 미사일 격차가 있다는 비난이 있었다. 반대편에서는 소련 정부가 소련 무기의 위력을 지도부와 소련 제1서기 니키타 흐루쇼프에게 과장했다.

## 초기 핵확산
미국과 소련 외에 영국, 중화인민공화국, 프랑스 세 나라도 초기 냉전 시대에 핵무기를 개발했다.
1952년 영국은 허리케인 작전에서 25킬로톤의 위력을 가진 원자폭탄을 폭발시켜 핵무기를 시험한 세 번째 국가가 되었다. 캐나다와 영국 정부가 맨해튼 계획에 크게 기여했음에도 불구하고 미국 의회는 핵 프로젝트에 대한 다국적 협력을 금지하는 1946년 원자력 에너지법을 통과했다. 원자력 에너지법은 전후 핵 기술 공유에 관한 협정이 있었다고 믿었던 영국 과학자와 윈스턴 처칠의 불만을 고조시켰고, 영국이 자체 핵무기를 개발하는 계기가 되었다. 영국은 1947년 1월이 되어서야 핵무기 개발 계획을 시작했다. 영국 본토 크기가 작기 때문에 영국은 호주 해안의 몬테벨로 제도에서 폭탄을 시험하기로 결정했다. 시험이 성공한 후 처칠의 지도 아래 영국은 수소폭탄을 개발하고 시험하기로 결정했다. 첫 번째 성공적인 수소폭탄 시험은 1957년 11월 8일 일어났으며 당시 폭발력은 1.8메가톤의 위력을 가졌다. 이후 1958년 미국 원자력 에너지법 개정으로 핵 협력이 다시 허용되었고, 영국-미국 핵 프로그램이 재개되었다. 냉전 기간 영국의 핵 억제력은 잠수함과 핵무장 항공기에서 나왔다. 미국산 폴라리스 미사일로 무장한 레졸루션급 잠수함은 해상 억제력을 제공했으며, 아브로 벌컨, SEPECAT 재규어, 파나비아 토네이도와 같은 항공기와 영국 왕립 공군의 여러 전투기가 WE.177 중력 폭탄을 운반하여 공중 억제력을 제공했다.
프랑스는 1960년 2월 13일, 당시 프랑스 식민지였던 알제리에서 원자폭탄 "제르부아즈 블루"가 폭발하면서 핵무기를 보유한 네 번째 국가가 되었다. 프랑스는 제2차 세계 대전 직후 핵무기 프로그램을 계획하기 시작했지만, 실제 프로그램은 1950년대 후반에야 시작되었다. 8년 후, 프랑스는 팡가타우파 환초 상공에서 첫 번째 열핵 실험을 실시했다. 이는 2.6메가톤의 위력을 가졌다. 이 폭탄은 6년 동안 환초를 방사능으로 심각하게 오염시켜 인간 접근이 금지되었다. 냉전 기간 프랑스의 핵 억제력은 포르스 드 프라프를 중심으로 이루어졌는데, 이는 AN-22 중력 폭탄과 ASMP 스탠드오프 공격 미사일, 플루톤 및 하데스 탄도 미사일, 그리고 전략 핵미사일로 무장한 르두타불급 잠수함과 같은 핵무기를 탑재한 다소 미라주 IV 폭격기로 구성된 핵 삼축 체제였다.
중화인민공화국은 1964년 10월 16일, 로프노르에서 596이라는 코드명으로 25킬로톤의 우라늄-235 폭탄을 폭발시키며 다섯 번째 핵무기 보유국이 되었다. 1950년대 후반 중국은 우라늄 광석 수출을 대가로 소련의 상당한 지원을 받아 핵무기를 개발하기 시작했다. 그러나 1950년대 후반의 중소 이념 분열로 중국과 소련 사이 갈등이 일어났다. 이 때문에 소련은 중국의 핵무기 개발 지원을 중단했다. 그러나 중국은 소련의 지원 없이 핵무기 개발을 계속했으며 1960년대에 놀라운 진전을 이루었다. 소련/중국 간의 긴장으로 인해 중국은 미국과 소련 간의 핵전쟁 발생 시 미국이나 소련 중 한쪽에 핵무기를 사용할 수도 있었다. 냉전 기간 중국의 핵 억제력은 H-6 폭격기에 탑재된 중력 폭탄, 둥펑-2, 둥펑-3, 둥펑-4와 같은 미사일 체계, 그리고 냉전 후기에는 092형 탄도 미사일 잠수함으로 구성되었다. 1967년 6월 14일, 중국은 첫 수소폭탄을 폭발시켰다.

## 쿠바 미사일 위기

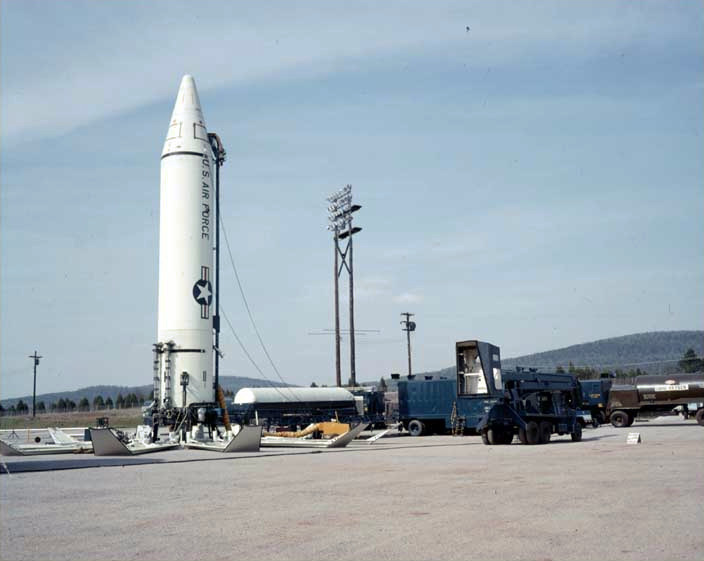
1961년, 모스크바를 핵탄두로 타격할 수 있는 100개 이상의 미국산 미사일이 이탈리아와 튀르키예에 배치되었다.

1959년 1월 1일, 쿠바 정부는 공산주의 혁명가에게 무너졌고 피델 카스트로가 권력을 잡았다. 공산주의 소련은 카스트로와 그의 저항을 지지하고 칭찬했으며, 소련이 1월 10일 혁명 정부를 정통 정부로 인정했다. 미국이 쿠바 설탕에 대한 보이콧을 시작하자 소련은 쿠바 경제를 지원하기 위해 대량의 설탕을 구매하기 시작했고 결국 쿠바 영토에 핵 탄도 미사일도 배치했다. 이 미사일은 매우 빠르게 미국에 도달할 수 있었다. 1962년 10월 14일, 미국의 비밀 정찰기가 쿠바에서 건설 중인 이러한 핵 미사일 기지를 발견했다.
케네디 대통령은 즉시 소수의 고위 관리들이 위기를 논의하기 위한 일련의 회의를 소집했다. 논의는 군사적 해결책과 외교적 해결책으로 나뉘었다. 케네디 대통령은 쿠바 주변에 해군 봉쇄를 명령하고 모든 군대를 DEFCON 3로 올렸다. 긴장이 고조되자 케네디는 결국 미군을 DEFCON 2로 올리라고 명령했다. 이는 세계가 핵전쟁에 가장 가까웠던 순간으로 여겨진다. 미군이 DEFCON 2로 명령했지만, 상호확증파괴 이론은 핵전쟁에 돌입할 가능성이 낮음을 시사한다. 대중은 쿠바 미사일 위기를 거의 대량 파괴의 시기로 인식했지만, 미국과 소련의 지도자들은 위기가 평화적으로 해결될 수 있도록 비밀리에 협력하고 있었다. 소련 제1서기 흐루쇼프는 1962년 10월 26일 케네디 대통령에게 전보를 통해 다음과 같이 썼다. "결과적으로, 그 매듭을 더 조여 열핵전쟁의 재앙으로 세상을 파멸시킬 의도가 없다면, 밧줄 양끝을 당기는 힘을 늦출 뿐만 아니라 그 매듭을 푸는 조치를 취합시다."
결국 10월 28일, 미국과 소련 관리들 간의 많은 논의 끝에 흐루쇼프는 소련이 쿠바에서 모든 미사일을 철수할 것이라고 발표했다. 얼마 후, 미국은 튀르키예에서 모든 핵 미사일을 비밀리에 철수시켰다. 이 미사일의 존재는 소련을 위협하고 있었다. 미국이 튀르키예에서 주피터 미사일을 철수시켰다는 정보는 수십 년 동안 비밀로 유지되어, 양국 간의 협상 결과가 세계에 미국의 대승리로 보이게 했다. 이는 궁극적으로 소련 지도자 흐루쇼프의 몰락으로 이어졌다.

## 데탕트

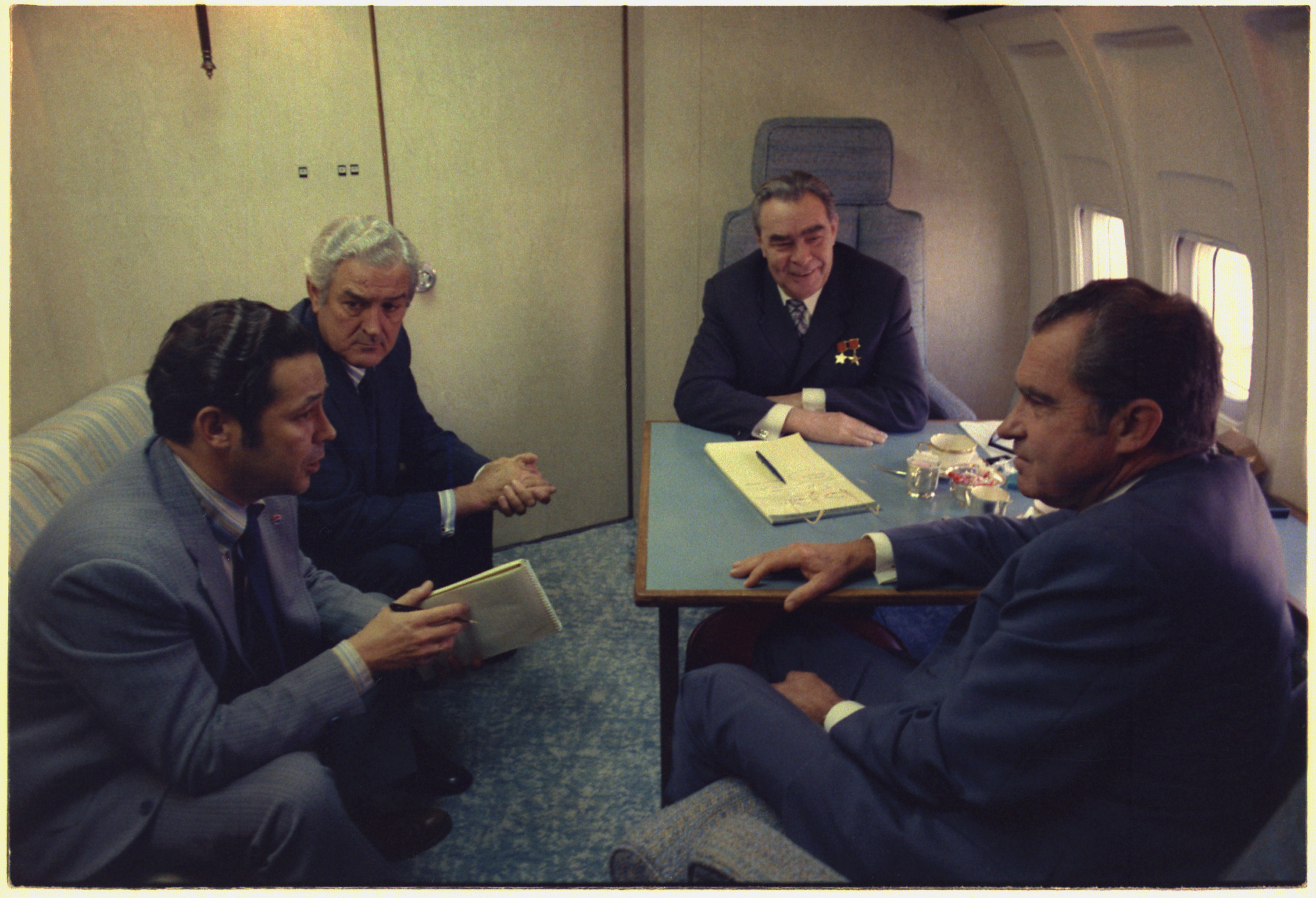
미국 대통령 리처드 닉슨과 소련 공산당 서기장 레오니트 브레즈네프, 1973년

1970년대가 되면서 냉전이 30년째에 접어들었지만 미국과 소련 사이에 직접적인 충돌이 없자, 양대 강대국은 갈등이 줄어든 시기로 접어들었고, 서로 무역과 교류를 시작했다. 이 시기는 데탕트로 알려졌다.
이 시기에는 1950년대의 핵실험 금지 조약부터 시작하여 1970년대에 상당수의 새로운 조약이 협상되면서 여러 군비 통제 협상이 포함되었다. 이 조약들은 부분적으로만 성공적이었다. 양국은 여전히 엄청난 수의 핵무기를 보유하고 더욱 효과적인 기술을 연구했지만, 탄두 수의 증가는 처음에는 제한되었고, 나중에는 스타트 I과 함께 탄두 수 증가가 역전되었다.

### 조약
1958년, 미국과 소련은 비공식적으로 핵실험 중단에 합의했다. 그러나 1961년 소련이 다시 실험을 재개하면서 이 합의는 종료되었고, 이어 미국도 일련의 핵실험을 실시했다. 이러한 사건은 많은 정치적 파장을 일으켰고, 1962년에는 쿠바 미사일 위기로 이어졌다. 미국과 소련 지도자는 양국 간의 심각한 긴장을 완화하기 위해 무언가를 해야 한다고 느꼈고, 이에 1963년 10월 10일 부분적 핵실험 금지 조약(LTBT)이 체결되었다. 이는 미국, 소련, 영국 간의 협정으로 핵실험을 크게 제한했다. 모든 대기권, 수중, 우주 핵실험은 중단하기로 합의되었지만, 지하 실험은 여전히 허용되었다. 1963년 이후 113개국이 추가로 이 조약에 서명했다.
SALT I과 SALT II는 미국의 무기 보유량을 제한했다. 핵실험, 탄도탄 요격 미사일 시스템, 우주 무기 금지 조약은 모두 부분적 핵실험 금지 조약을 통해 군비 경쟁 확장을 제한하려고 시도했다.
1969년 11월, 전략 무기 제한 협상(SALT)이 시작되었다. 이는 주로 핵실험 및 생산이 미국과 소련 경제에 미치는 경제적 영향 때문이었다. 1972년 5월에 서명된 SALT I 조약은 두 가지 중요한 문서에 대한 합의를 도출했다. 이들은 탄도탄 요격 미사일 조약(ABM 조약)과 전략 공격 무기 제한에 관한 잠정 협정이었다. ABM 조약은 각국이 두 개의 ABM 기지를 가질 수 있도록 제한했으며, 잠정 협정은 각국의 대륙간 탄도 미사일(ICBM)과 잠수함 발사 탄도 미사일(SLBM) 수를 5년 동안 현재 수준으로 동결했다. 이 조약은 핵 관련 비용뿐만 아니라 핵전쟁의 위험도 크게 줄였다. 그러나 SALT I은 단일 미사일에 장착할 수 있는 핵탄두의 수를 다루지 못했다. 다중 독립 표적 재진입체(MIRV)라는 새로운 기술은 단일 미사일이 공중에서 여러 개의 핵미사일을 발사할 수 있도록 개발되었다. 향후 10년 동안 소련과 미국은 이미 구축된 무기고에 12,000개의 핵탄두를 추가했다.
1970년대 내내 소련과 미국은 오래된 탄두와 미사일을 더 강력하고 효과적인 신형으로 교체했다. 1979년 6월 18일, SALT II 조약이 오스트리아 빈에서 체결되었다. 이 조약은 양측의 핵무기 보유량과 기술을 제한했다. 그러나 1979년 12월 소련의 아프가니스탄 침공을 계기로 미국 상원은 SALT II 조약을 비준하지 않았다. 이로 인해 조약 협상과 데탕트 시대는 막을 내렸다.
1991년, 미국과 소련 사이에 전략 공격 무기의 수와 능력을 제한하기 위한 START (전략 무기 감축 조약)이 협상되었다. 이는 결국 스타트 II, START III, 그리고 뉴 스타트 조약으로 이어졌다.

## 레이건과 전략방위구상

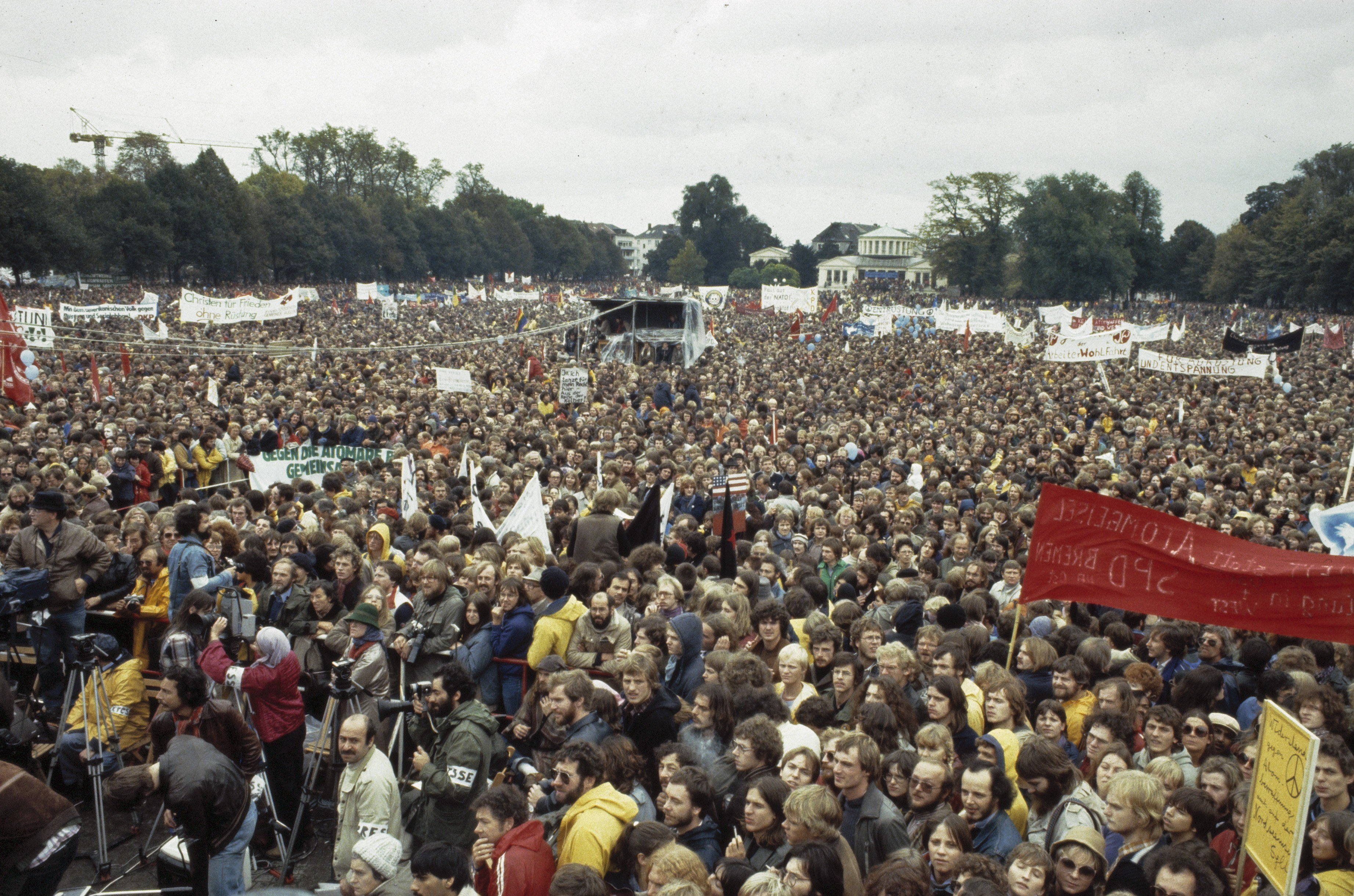
1981년, 서독 본에서 미국/NATO와 소련 간 핵 군비 경쟁에 반대하는 대규모 평화 시위

데탕트에도 불구하고 양측은 더 정확한 무기뿐만 아니라 더 많은 탄두를 가진 무기("MIRV")를 계속 개발하고 도입했다. 로널드 레이건 대통령은 "스타워즈"라고 비평가에게 비웃음받은 우주 기반 탄도 미사일 방어 체계인 전략방위구상이라는 미사일 방어 체계를 제안했다. 동시에 소련에서도 미사일 방어 연구가 진행되고 있었다. 그러나 SDI는 아직 개발되거나 심지어 연구조차 되지 않은 기술을 필요로 한다고 추정되었다. 이 체계는 우주 기반 및 지구 기반 레이저 전투 기지를 모두 제안했다. 또한 들어오는 미사일을 감지하기 위해 레이더, 광학 및 적외선 기술을 갖춘 지상, 공중 및 우주 센서도 필요했다. 그러나 동시에 레이건은 미하일 고르바초프와 협상을 시작하여 결국 핵무기 비축량 감축을 위한 전략 무기 감축 조약을 체결했다.
당시의 높은 비용과 복잡한 기술 때문에 SDI 프로젝트의 범위는 대규모 공격 방어에서 제한된 공격 방어 체계로 축소되어 탄도미사일방어기구로 전환되었다.

## 냉전 종식

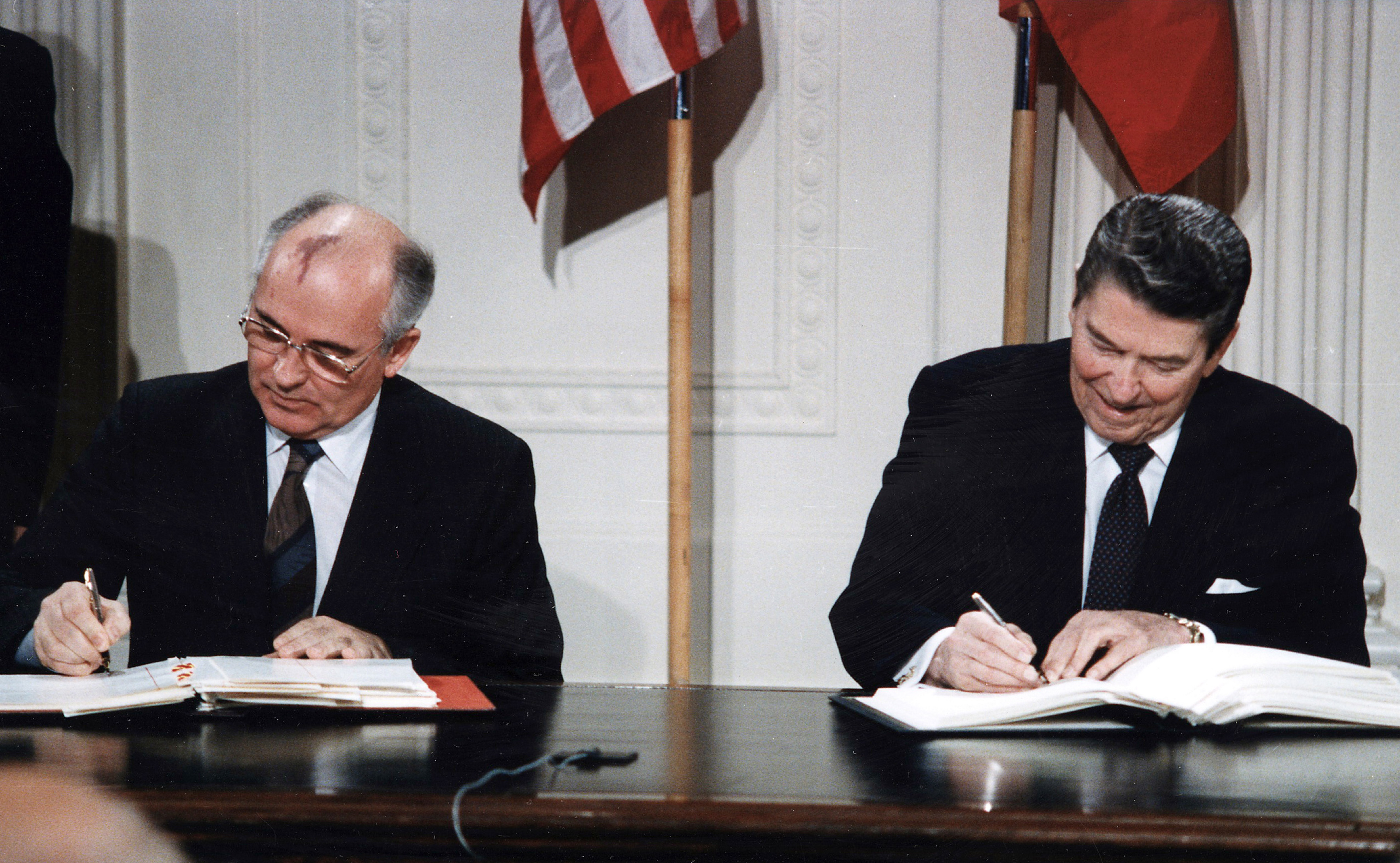
소련 공산당 서기장 고르바초프와 미국 대통령 레이건이 INF 조약에 서명하는 모습, 1987년

1980년대 중반 미국-소련 관계는 크게 개선되었다. 미하일 고르바초프는 여러 전 소련 지도자들의 사망 후 소련의 통제권을 장악하고 각각 재건과 개방을 의미하는 "페레스트로이카"와 "글라스노스트"라는 새로운 시대를 발표했다. 고르바초프는 1986년 10월 아이슬란드 레이캬비크 회담에서 미국과 소련 양측의 핵무기 50% 감축을 제안했다. 그러나 이 제안은 레이건의 SDI에 대한 이견으로 거부되었다. 대신 1987년 12월 8일 워싱턴에서 중거리 핵전력 조약(INF 조약)이 체결되어 핵무기 전체 종류별로 제거되었다.
소련 내에서 극적인 경제 및 사회 변화가 발생하면서 많은 구성 공화국들이 독립을 선언하기 시작했다. 동유럽을 휩쓴 혁명의 물결과 함께 소련은 위성 국가에 소련의 의지를 강요할 수 없었고, 따라서 그 영향력은 서서히 줄어들었다. 1991년 12월 16일까지 모든 공화국들은 연방으로부터 독립을 선언했다. 소련 지도자 미하일 고르바초프는 12월 25일 대통령직에서 사임했고, 소련은 다음 날 붕괴되며 소멸되었다.

## 냉전 이후

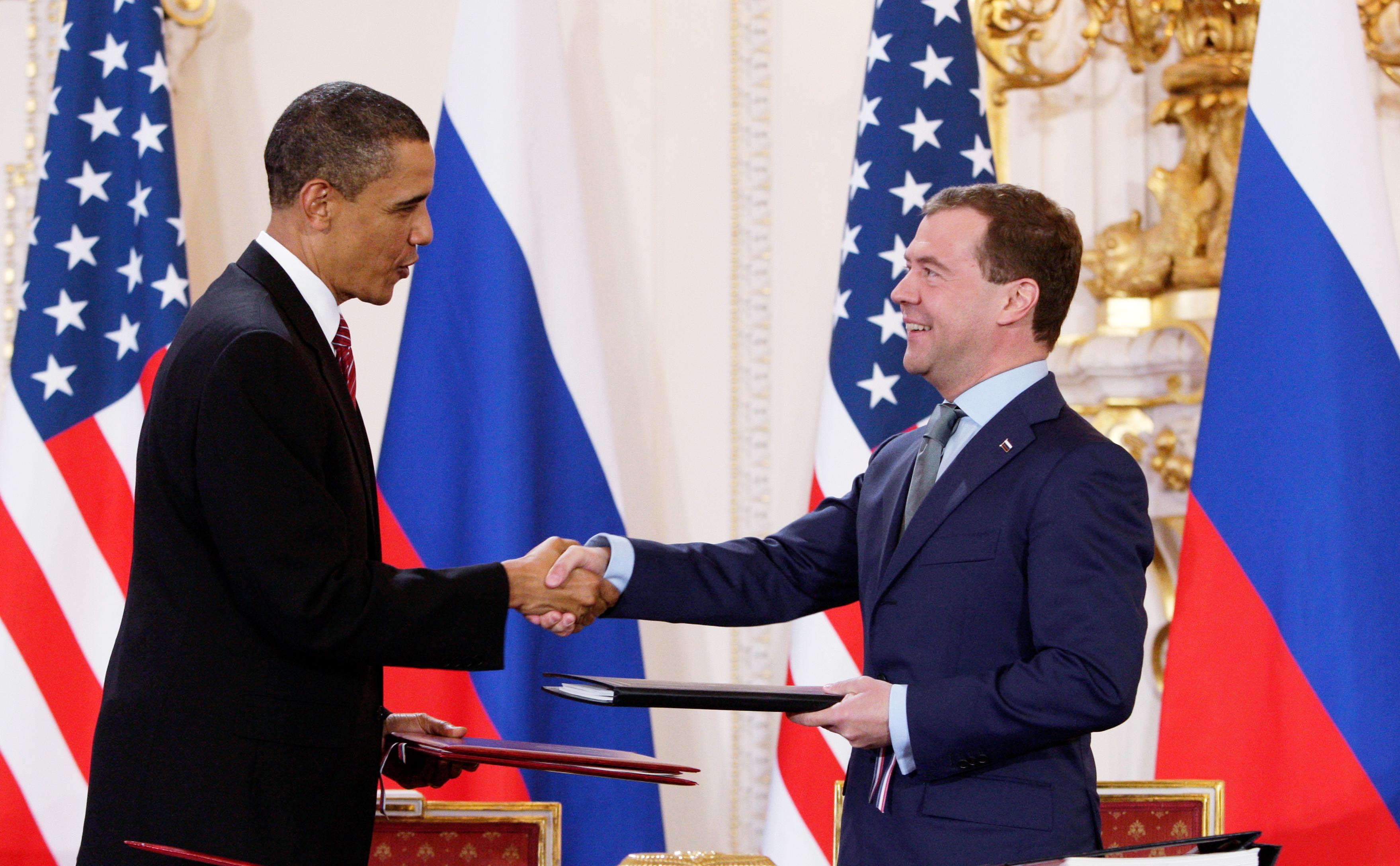
2010년 프라하에서 뉴 스타트 조약에 서명한 후의 드미트리 메드베데프와 버락 오바마

냉전이 끝나면서 미국과 러시아는 핵무기 지출을 줄였다. 새로운 체계 개발은 줄어들었고 양국의 무기 보유량도 감소했지만, 두 나라 모두 상당량의 핵 미사일을 유지하고 있다. 미국에서는 스톡파일 스튜어드십 프로그램이 노후화된 무기고를 유지하는 역할을 맡았다.
냉전이 끝난 후에도 많은 핵무기 재고와 시설이 남아 있었다. 일부는 재활용되거나 해체되거나 가치 있는 물질로 회수되고 있다. 군비 경쟁이 계속되었다면 소련에서 핵무기 개발에 사용되었을 막대한 돈과 자원이 대신 핵 군비 경쟁으로 인해 발생한 환경 피해를 복구하는 데 사용되었으며, 거의 모든 이전 생산지는 이제 주요 정화 구역이다. 미국에서는 워싱턴주 핸퍼드의 플루토늄 생산 시설과 플루토늄 피트 제조 시설인 콜로라도주 로키 플래츠가 가장 오염된 지역 중 하나이다.
주요 대결이 없는 기간이 길어지면서 군사 정책과 전략도 수정되었다. 1995년, 핵확산에 대한 미국 정책 및 전략은 미국 전략사령부 전략 자문 그룹(SAG)의 정책 소위원회가 작성한 "냉전 이후 억제력의 핵심" 문서에 명시되었다.

### 21세기 핵 군비 경쟁
2001년 12월 13일, 조지 W. 부시는 러시아에 미국이 탄도탄 요격미사일 조약에서 탈퇴할 것임을 통보했다. 이는 결국 미국 미사일 방어국의 설립으로 이어졌다. 러시아 대통령 블라디미르 푸틴은 이 탈퇴에 대응하여 미국의 능력을 상쇄하기 위해 러시아의 핵 능력을 증강하도록 명령했다.
2010년 4월 8일, 미국 대통령 버락 오바마와 러시아 대통령 드미트리 메드베데프는 뉴 스타트 조약에 서명했는데, 이 조약은 전략 핵미사일 발사대를 50% 감축하고 배치된 핵탄두를 축소할 것을 요구했다. 미국 상원은 2010년 12월에 4분의 3 이상의 찬성으로 이 조약을 비준했다.

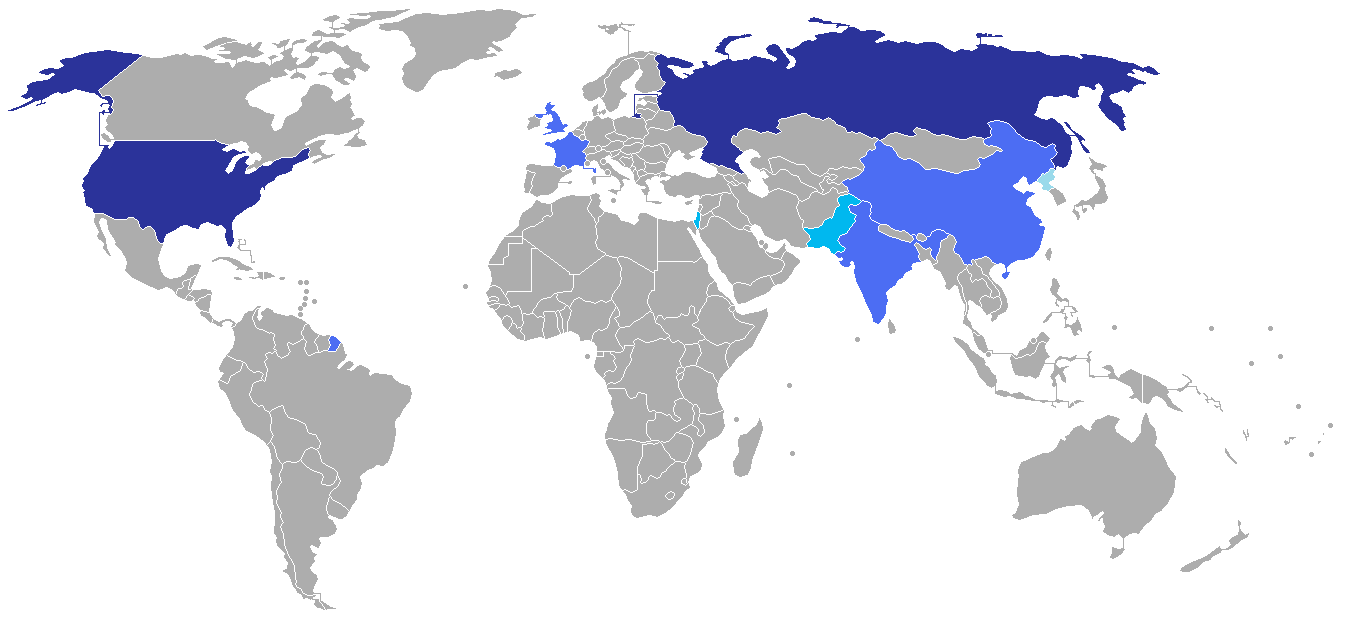
전 세계 범위의 대규모 비축량 (짙은 파랑), 전 세계 범위의 소규모 비축량 (중간 파랑), 지역 범위의 소규모 비축량 (옅은 파랑)

2016년 12월 22일, 미국 대통령 도널드 트럼프는 트윗에서 "세계가 핵무기에 대해 정신을 차릴 때까지 미국은 핵 능력을 크게 강화하고 확장해야 한다"고 선언했으며, 이는 사실상 핵 우위를 위한 경쟁에 다시 참여하도록 세계에 도전하는 것이었다. 다음 날, 트럼프는 MSNBC의 모닝 조 진행자 미카 브레진스키에게 자신의 입장을 재차 강조하며 "군비 경쟁이 되게 하라. 우리는 모든 면에서 그들을 능가하고 그들 모두를 이겨낼 것이다"라고 말했다.
2018년 10월, 전 소련 지도자 미하일 고르바초프는 미국이 INF 핵 조약에서 탈퇴한 것은 "위대한 정신의 소행이 아니다"며 "새로운 군비 경쟁이 선언되었다"고 언급했다.
2019년, 러시아 외무부 차관 세르게이 랴프코프는 지난 1년 동안 부정적인 역학 관계가 두드러졌기 때문에 핵전쟁의 위험에 대해 경고했다. 그는 핵보유국들이 위험을 줄이기 위해 잠재적 사건을 막는 채널을 구축할 것을 촉구했다.틀:Confusing-inline
2022년 8월 네이처 푸드 저널에 발표된 동료 심사 연구에 따르면, 세계 핵무기의 90% 이상을 보유한 미국과 러시아 간의 전면적인 핵전쟁은 핵 겨울 동안 3억 6천만 명을 직접적으로, 50억 명 이상(인류의 80%)을 기아로 간접적으로 사망하게 할 것이다. 미국, 유럽, 러시아, 중국 인구의 약 99%는 다른 원인으로 더 일찍 사망하지 않는다면 굶어 죽을 것이며, 사망자의 95%는 초기 분쟁에 직접적으로 관여하지 않은 국가에서 발생할 것이다.
2023년 2월 21일, 러시아 대통령 블라디미르 푸틴은 미국과의 핵 군축 조약인 뉴 스타트 참여를 중단한다고 발표하며, 러시아는 미국과 NATO가 자국의 핵 시설을 사찰하는 것을 허용하지 않을 것이라고 밝혔다.
2024년 7월, 조 바이든 행정부는 2026년부터 독일에 러시아 영토를 10분 이내에 타격할 수 있는 장거리 미사일을 배치할 계획이라고 발표했다. 이에 대해 러시아 대통령 푸틴은 냉전 시대와 같은 미사일 위기를 경고하며 서방을 타격할 수 있는 사거리 내에 장거리 미사일을 배치하겠다고 위협했다. 독일의 미국 무기에는 SM-6 및 토마호크 순항 미사일과 극초음속 무기가 포함될 것이다. 미국이 독일에 장거리 미사일을 배치하기로 한 결정은 1979년 서유럽에 퍼싱 II 발사대가 배치된 것과 비교되고 있다. 비평가들은 이러한 움직임이 새로운 군비 경쟁을 촉발할 것이라고 말한다. 러시아 군사 분석가에 따르면, 재래식 무장 미사일과 핵탄두를 탑재한 미사일을 구별하는 것은 매우 어려울 것이며, 러시아는 독일에 장거리 핵 시스템을 배치하여 대응할 수 있다.
2024년 8월, 디 이코노미스트는 "새로운 핵 군비 경쟁이 다가오고 있다"고 보도했는데, 이는 미국이 중국과 러시아의 위협과 급격한 핵 확장에 대응하여 핵 전력을 증강하는 것을 고려하고 있으며, 북한의 미사일 기술 발전과 이란의 "임계점" 핵보유국으로의 발전도 배경이 되었다.

## 인도와 파키스탄
남아시아에서 인도와 파키스탄 또한 1970년대부터 기술적 핵 군비 경쟁에 참여해왔다. 핵 경쟁은 1974년 인도가 라자스탄주의 포카란 지역에서 미소짓는 부처라는 코드명의 장치를 폭발시키면서 시작되었다. 인도 정부는 이 실험을 "평화적 핵폭발"이라고 불렀지만, 독립적인 소식통에 따르면 이는 실제로는 인도의 가속화된 비밀 핵무장 계획의 일환이었다.
이 실험은 파키스탄에 큰 우려와 의심을 불러일으켰고, 오랜 숙적인 인도에 좌지우지될 것이라는 두려움을 낳았다. 파키스탄은 1972년부터 인도 최초의 핵무기가 폭발한 이후 수년 동안 자체 비밀 원자폭탄 계획을 진행했다. 1974년 실험 이후 파키스탄의 원자폭탄 프로그램 속도는 크게 빨라졌고, 결국 자체 원자폭탄을 성공적으로 제작했다. 20세기 마지막 수십 년 동안 인도와 파키스탄은 핵 능력을 갖춘 로켓과 핵 군사 기술을 개발하기 시작했다. 마침내 1998년, 아탈 비하리 바지파이 정부 아래 인도는 다섯 발의 핵무기를 추가로 시험 발사했다. 파키스탄 내부에서 압력이 가중되기 시작했고, 나와즈 샤리프 총리는 보복 및 억제력 행사 차원에서 여섯 발의 핵무기(차가이-I 및 차가이-II)를 폭발시키는 실험을 명령했다.
2022년 8월 네이처 푸드 저널에 발표된 동료 심사 연구에 따르면, 인도와 파키스탄 간의 핵전쟁은 핵 겨울로 발생할 기아 때문에 직간접적으로 20억 명 이상이 사망할 수 있다고 분석했다.
미국 국방정보국(DIA)의 2025년 세계 위협 평가에 따르면, 파키스탄의 핵무기 비축량은 1999년 추정치 60-80개에서 2025년에는 총 200개로 급증할 것으로 예상되었다. 보고서는 이러한 성장을 파키스탄이 인도를 실존적 위협으로 간주하고, 전술 핵무기를 통해 인도의 재래식 우위를 상쇄하려는 전략 때문이라고 분석했다.

## 핵 공격 방어
냉전 초부터 미국, 러시아 및 기타 국가는 탄도탄 요격 미사일 개발을 시도해왔다. 미국은 1950년대에 LIM-49 나이키 제우스를 개발하여 자국으로 들어오는 ICBM을 요격하고자 했다.
러시아 또한 A-35와 이후의 A-135 탄도 미사일 방어 시스템 형태의 ABM 미사일을 개발했다. 중국 국영 언론 또한 중국이 탄도탄 요격 미사일을 시험했다고 발표했지만, 구체적인 정보는 공개되지 않았다.
2006년 11월, 인도는 인도의 탄도 미사일 방어라는 이니셔티브를 통해 프르트비 방공(PAD) 미사일 시험에 성공했고, 이어서 2007년 12월에는 첨단 방공(AAD) 미사일을 시험했다.

## 비핵화

2017년 7월 7일 핵무기금지조약 채택에 대한 UN 투표

핵 군축은 핵무기를 제거하는 데 도움이 되는 네 가지 방법 중 하나이다. 이 방법에는 군비 통제, 군비 감축부터 제거, 금지, 오명화 등이 포함된다.
핵 감축은 구현하기 어려웠다. 핵무기 감축을 위한 조건, 중요성, 전략, 시기, 조건부, 준수 등 대부분의 사항이 논쟁의 대상이 되었다.
먼저 미국은 1991년 9월 27일 지상 발사 단거리 핵무기를 폐기하겠다고 발표했다. 당시 소련 대통령이었던 미하일 고르바초프는 방공 미사일과 핵 포병 탄약에서 핵탄두를 제거했다.
2017년 핵무기금지조약은 핵 군축을 위한 강한 작용을 한다. 하지만 이 조약에는 핵무기를 보유한 국가나 그 동맹국은 참여하지 않았다.
핵 군축에 대한 많은 논쟁이 있었다. 핵무기를 감축하고 완전히 제거하는 조약에 대한 논쟁은 냉전이 끝난 이후에도 계속되고 있다.
2010년에는 신전략무기감축조약(START)에 대한 논쟁이 있었다. 이 조약은 미국과 러시아 사이에 협상이 이루어졌다.
핵무기 감축이 지속적인 노력의 대상이 되어왔기 때문에 많은 비핵국가들은 핵무기를 보유한 국가가 마지막으로 협상한 의무를 준수하도록 요구하고 있다.
미국과 러시아 대통령은 모두 자신이 보유한 핵무기를 폐기하기로 합의했다.

## 같이 보기
- 군비 경쟁
- 핵전쟁
- 핵무기 홀로코스트
- 핵테러
- 우주 경쟁
- 인공지능 군비 경쟁
- 냉전
- 냉전 이후 억제력의 핵심
- 억지이론
- 비핵화
- 국가별 핵무기 비축량 및 핵실험 역사
- 벼랑끝 전술
- 핵기술

## 참고 문헌
- Boughton, G. J. (1974). Journal of Interamerican Studies and World Affairs (16th ed.). Miami, United States of America: Center for Latin American Studies at the University of Miami.
- Brown, A. Reform, Coup and Collapse: The End of the Soviet State. BBC History. Retrieved November 22, 2012
- Cold War: A Brief History. (n.d.). Atomic Archive. Retrieved November 16, 2012
- Doty, P., Carnesale, A., & Nacht, M. (1976, October). The Race to Control Nuclear Arms.
- Jones, R. W. (1998). Pakistan's Nuclear Posture: Arms Race Instabilities in South Asia.
- Joyce, A., Bates Graber, R., Hoffman, T. J., Paul Shaw, R., & Wong, Y. (1989, February). The Nuclear Arms Race: An Evolutionary Perspective.
- Maloney, S. M. (2007). Learning to love the bomb: Canada's nuclear weapons during the Cold War. Washington, D.C.: Potomac Books.
- May, E. R. (n.d.). John F Kennedy and the Cuban Missile Crisis. BBC History. Retrieved November 22, 2012
- Van, C. M. (1993). Nuclear proliferation and the future of conflict. New York, United States: Free Press.
- Lili Xia; Alan Robock; Kim J N Scherrer; Cheryl S Harrison; Benjamin Bodirsky; Isabelle Weindl; Jonas Jägermeyr; Charles G. Bardeen; 오언 툰; Ryan F Heneghan (15 8 2022), “Global food insecurity and famine from reduced crop, marine fishery and livestock production due to climate disruption from nuclear war soot injection”, 《Nature Food》 3 (8), doi:10.1038/S43016-022-00573-0, PMID 37118594 , 위키데이터  Q113732668
- Dawidoff, Nicholas (1994). 《The Catcher Was a Spy: The Mysterious Life of Moe Berg》. 뉴욕: 빈티지 북스. ISBN 0-679-76289-2.

## 추가 읽기
- "핵 시대의 대통령직" 보관됨 2013-06-18 - 웨이백 머신, 2009년 10월 보스턴 JFK 도서관에서 열린 컨퍼런스 및 포럼. 네 개의 패널: "폭탄 제조 경쟁과 사용 결정", "쿠바 미사일 위기와 첫 핵실험 금지 조약", "냉전과 핵 군비 경쟁", "핵무기, 테러리즘, 그리고 대통령직".